# Parque Los Berros

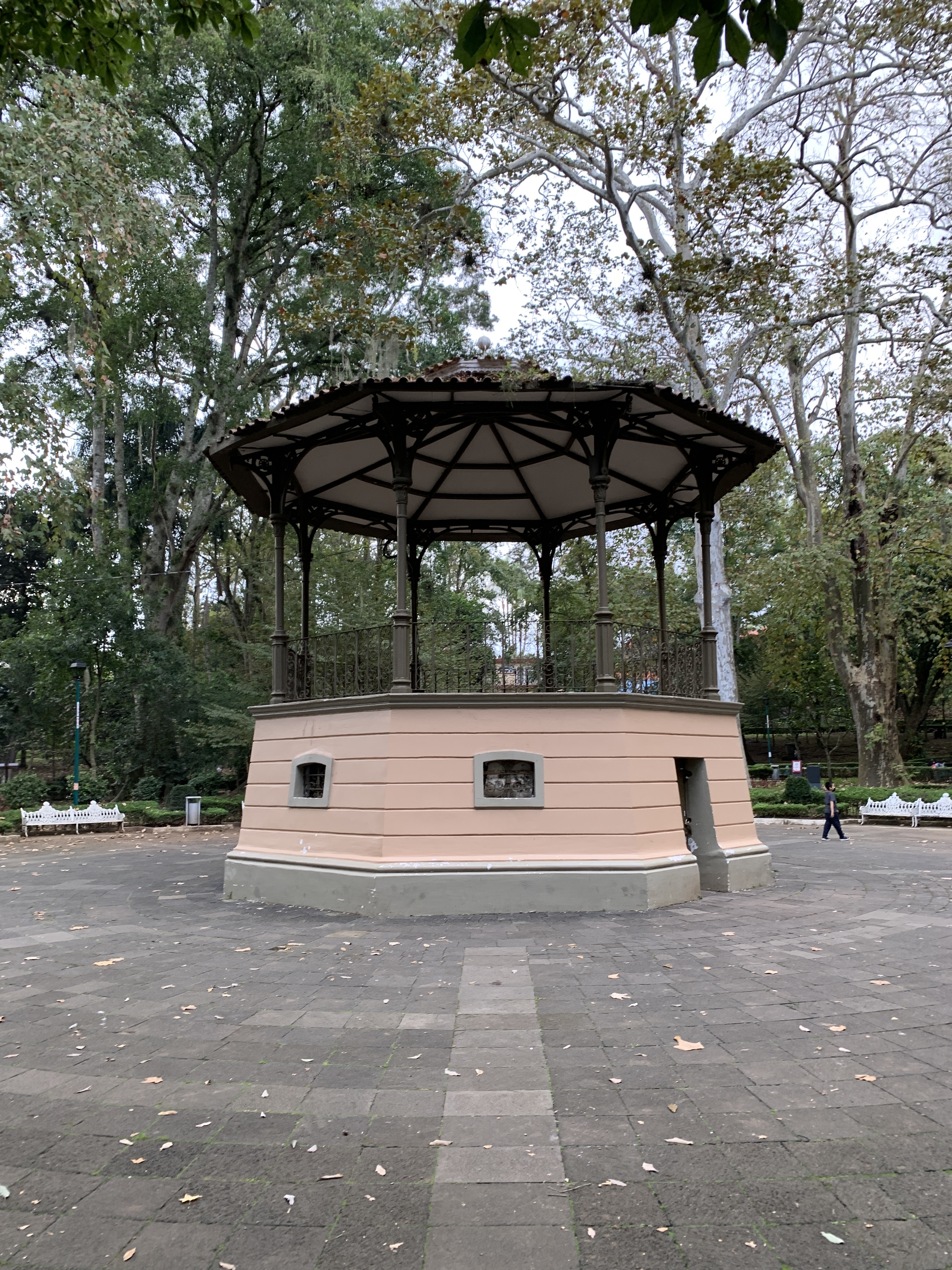
Quiosco de los berros

El Parque Miguel Hidalgo, comúnmente conocido como parque Los Berros, en la ciudad de Xalapa, Veracruz, se encuentra a poca distancia hacia el sureste del centro de la ciudad, en las cercanías del Estadio Xalapeño.
El parque fue destinado a este uso desde tiempos del Virreinato de Nueva España. Su nombre se debe a que en sus prados crecían berros, planta comestible que se da en lugares pantanosos.
Hasta fines del siglo XIX era una zona insalubre y pantanosa en temporada de lluvias, que se usaba ocasionalmente para carreras de caballos, como lo atestigua un grabado publicado en Historia Antigua de Jalapa de Manuel Rivera y Cambas, en 1871. Fue en este sitio, alrededor del 20 de abril de 1847, en donde soldados del ejército invasor estadounidense jugaron el primer juego de béisbol en México, del que se tiene registro (recopilado en 1909 por tradición oral), en el que tomaron como bate a la prótesis de la pierna ("pata de palo") de Antonio López de Santa Anna que habían capturado días antes en la Batalla de Cerro Gordo.
Lo que hoy se conoce como el Parque de Los Berros se construyó en los años 1880s, durante el gobierno de Juan de la Luz Enríquez. En 1911 fue ampliado por el gobernador León Aillaud. En 1953, en su entrada por la calle de Diego Leño, se instaló una estatua de Miguel Hidalgo y Costilla; también se colocaron bustos en memoria del poeta veracuzano Salvador Díaz Mirón (quién habitó en la Quinta Rosa, enfrente del parque, sobre la calle Hidalgo) y de la poetisa tlacotalpeña Josefa Murillo.